# Leukè Komè
Leukè Komè, Village Blanc, est un port nabatéen sur la mer Rouge souvent placé vers Aynunah (en), mais plus probablement situé à al-Wajh.

## Histoire
Ce port nabatéen est sans doute celui de Madâin Sâlih (Hégra).
En -25, le Préfet d'Égypte Caius Aelius Gallus y débarque avec une armée de 10 000 hommes, à la recherche de l'Arabie Heureuse, et du Royaume de Saba (ou de ses successeurs). Le puissant et riche ministre nabatéen Syllaios est manifestement le responsable de l'échec de l'expédition.